# Ibn al Qifti
 (février 2018).
'Alī ibn Yūsuf al-Qifṭī (علي بن يوسف القفطي) de son veritable nom Jamāl al-Dīn Abū al-Ḥasan 'Alī ibn Yūsuf ibn Ibrāhīm ibn 'Abd al-Wāḥid al-Shaybānī (جمال الدين أبو الحسن علي بن يوسف بن ٳبراهي عبد الواحد الشيباني) est un historien et érudit arabe né à Qift en Égypte (1172-1248), auteur d’une encyclopédie biographique rédigée sous le règne des ayyoubides d’Alep. Il est l’auteur d'un dictionnaire biographique se nommant Kitāb Ikhbār al-'Ulamā' bi Akhbār al-Ḥukamā étant une source importante de l'historiographie islamique,.

## Biographie
'Alī al-Qifṭī connu sous le nom de Ibn al-Qifṭī, est issu de la ville de Qift, étant le fils de al-Qāḍī al-Ashraf, Yūsuf al-Qifṭī né en 548 et mort en 1153. Issu d’une famille membre de l’administration ayyoubide, il succède à son père et son grand-père. 
En 1187 (583 H), son père est mis au poste de député de al-Qāḍī al-Fāḍil, mais aussi chancelier et conseiller de Ṣalāh al-Dīn à Jérusalem, c’est durant cette période qu’il accumula les sources pour ses futurs manuscrits. À la mort de Ṣalāh al-Dīn en 1201, son frère Malik al-'Ādil prit la position de son neveu, fils de Ṣalāh al-Dīn occupant Jerusalem et obligeant la famille de 'Alī al-Qifṭī à fuir. Ils s'installèrent à Harran au service du fils de Ṣalāh al-Dīn, Ashraf. Par la suite, 'Alī al-Qifṭī chercha à être parrainé à Alep en tant que secrétaire du précédent gouverneur de Jerusalem et Naplouse qui était Fāris al-Din Maimūn al Qaṣrī, qui était à ce moment-là vizir du troisième fils de l’émir ayyoubide Ṣalāh al-Dīn, Malik azad-Zadāhir Ghāzi.
Il fut reconnu comme un administrateur efficace des fiefs et lorsque le vizir mourut en 1214, Azad-Zadhir le nomma khāzin de la finance du Dīwān, malgré sa volonté de poursuivre ses études. À la mort d’Azad-Zadhir en 1216, al-Qifti a pris sa retraite mais il fut remis à son poste trois ans plus tard par le successeur d’Azad-Zadhir et il y resta en fonction jusqu’en 1231. 
D'après son élève et biographe, Yâqût, qui écrit avant 1227, al-Qifti détenait déjà le titre honorifique de "al-Qāḍī 'l-Akram al-Wazir" (le plus noble juge ministre en chef).
Mais après cinq ans de pause dans sa carrière, al-Qifṭī prit la fonction de vizir en 1236 et y resta jusqu’à sa mort en 1248. C’est durant cette fonction qu’il fut aussi membre, avec Shams al-Din Lu’lu' al-Amini, du conseil de régence qui gouvernait au nom d’un-Nasir Yusuf.

## Œuvres
- Ibn al Qifti (auteur) et J. Lippert (éditeur scientifique), Taʾrīkh al‐ḥukamāʾ, Leipzig, Theodor Weicher, 1903[1]